# Duy Quang
Duy Quang (4 tháng 11 năm 1950 – 19 tháng 12 năm 2012) tên thật Phạm Duy Quang   là một ca sĩ kiêm sáng tác nhạc người Việt Nam. Ông được coi là một trong những ca sĩ nổi bật của tân nhạc Việt Nam thuộc thế hệ thứ hai, với chất giọng ngọt ngào, tình cảm. Ông hát nhiều thể loại như nhạc tình 1954–1975, nhạc tiền chiến và nhạc vàng, tuy nhiên nổi tiếng nhất với những bài tình ca do cha ông, nhạc sĩ Phạm Duy sáng tác.

## Cuộc đời
Ca sĩ Duy Quang là con của nhạc sĩ Phạm Duy và nữ danh ca Thái Hằng, người gốc Hà Nội, sinh tại Chợ Neo (Bắc Lương, Thọ Xuân), Thanh Hóa. Tên khai sinh của ông là Phạm Duy Quảng, tuy nhiên khi gia đình di cư vào Nam, làm lại giấy khai sinh thì bị ghi sai thành Phạm Duy Quang.
Duy Quang là một thành phần trong đại gia đình nghệ sĩ. Ngoài người cha là nhạc sĩ Phạm Duy, mẹ là ca sĩ Thái Hằng, còn có dì ruột là danh ca Thái Thanh, cậu ruột là các nhạc sĩ Phạm Đình Chương (tức Hoài Bắc), Phạm Đình Viêm (tức Hoài Trung) và nghệ sĩ Phạm Đình Sỹ (tức Hoài Nam). Các em ruột anh gồm Thái Hiền, Thái Thảo, Duy Cường đều thành công trên con đường nghệ thuật. Ngoài ra ông còn có em rể là ca sĩ Tuấn Ngọc (chồng của Thái Thảo), em dâu là ca sĩ Thiên Phượng (vợ của Duy Cường) cùng các chị, em họ như Mai Hương, Ý Lan.
Khi còn nhỏ, Duy Quang theo gia đình vào Sài Gòn. Cũng như những người em khác trong gia đình, ông được cha hướng theo nghiệp âm nhạc từ nhỏ. Ông khởi nghiệp ca sĩ từ năm 17 tuổi, nhưng rành nhạc lý từ năm 10 tuổi, ngoài hát, ông còn biết chơi mandolin, guitar, dương cầm, trống.
Vào những năm 1960, do bị bố cấm chơi nhạc (theo lời kể của Duy Cường thì nhạc sĩ Phạm Duy đã ít nhất 2 lần đập đàn khi thấy các con chơi nhạc) nên Duy Quang bắt đầu sự nghiệp ca hát với các ban nhạc ở Nha Trang chuyên hát cho các club Mỹ, nổi bật nhất trong số đó là "The Free Ones" (Julie và Duy Cường cũng là thành viên của ban nhạc này). Sau này, The Free Ones tan rã khi nhạc sĩ Phạm Duy đánh điện bắt các con trở về Sài Gòn. Và khi nhận thấy rằng không thể ngăm cấm các con được nữa, nhạc sĩ Phạm Duy đã để các con mình theo đuổi sự nghiệp âm nhạc. Và tên tuổi của Duy Quang thực sự nổi bật vào đầu những năm 1970 khi thành lập nhóm nhạc gia đình "The Dreamers" với các thành viên trong gia đình mình (gồm Duy Quang, Duy Minh, Duy Hùng, Duy Cường, Julie, Vény và sau này là Thái Hiền) dưới sự đỡ đầu của Phạm Duy. The Dreamers trở thành một ban nhạc tiên phong cho phong trào trình diễn nhạc nước ngoài và nhạc trẻ, với những bài hát nhạc ngoại lời Việt của The Rolling Stones, The Carpenters, The Beatles, The Shadows. Bên cạnh đó, ông còn được cha sáng tác riêng cho một số tình khúc phù hợp với chất giọng, như Còn Chút Gì Để Nhớ, Con Đường Tình Ta Đi, Đưa Em Tìm Động Hoa Vàng, Chỉ Chừng Đó Thôi, hay những bài phổ thơ Nguyễn Tất Nhiên như: Em Hiền Như Ma-soeur, Thà Như Giọt Mưa, Hai Năm Tình Lận Đận…, Cô Bắc Kỳ Nho Nhỏ, Anh vái trời, rất được ưa thích trong giới sinh viên thời bấy giờ và dần trở thành cái tên quen thuộc trong các Đại hội nhạc trẻ, và đó cũng là những ca khúc gắn liền với tên tuổi ông về sau. Ngoài ca hát, ông còn sáng tác một số nhạc phẩm, trong đó nổi bật nhất là ca khúc Kiếp đam mê được nhiều người yêu thích và nhiều ca sĩ thể hiện.
Sau sự kiện 30 tháng 4 năm 1975, gia đình ông ly tán do cha mẹ ông và các em (Thái Hiền, Thái Thảo, Duy Đức, Thái Hạnh) đã di tản ra nước ngoài, còn Duy Quang, Duy Minh, Duy Hùng và Duy Cường không theo kịp. Ông gần như không hoạt động âm nhạc cho đến năm 1978, sang Pháp dưới sự bảo lãnh của Julie và 1 năm sau đó, khi chuyển qua Mỹ định cư, đoàn tụ cùng gia đình và thành lập trung tâm Dream Studio chuyên sản xuất các album ca nhạc. Chính Duy Quang là người đã đưa ra ý tưởng đưa truyện ma của nhà văn Nguyễn Ngọc Ngạn sang định dạng audio thay vì sách giấy, Và ông cũng đảm nhiệm phần âm nhạc và sản xuất các băng truyện ma đó trong một thời gian dài. Tại đây ông tiếp tục sự nghiệp ca hát của mình với những ca khúc trữ tình hải ngoại khi cộng tác với nhiều Trung tâm với các buổi Đại nhạc hội ghi hình. Thời gian này ông kết hôn với nữ danh ca Julie, nhưng không đăng ký kết hôn. Năm 1982, ông và Julie chia tay sau khi có chung một người con gái. Hai năm sau ông kết hôn chính thức với bà Mỹ Hà, lúc đó là hoa khôi người Việt ở Washington, cho đến khi hai người chính thức chia tay vào năm 2002.
Năm 2004, Duy Quang có ý định về Việt Nam, 1 năm sau, ông cùng Duy Cường và cha là nhạc sĩ Phạm Duy về nước và mua một căn nhà để sống ở quận 11. Tại quê nhà, ông tiếp tục đi hát những bài tình ca cũ, ngoài ra còn kinh doanh phòng trà.
Năm 2007, ông kết hôn lần 2 với nữ ca sĩ Yến Xuân, nhưng cuộc hôn nhân mau chóng đổ vỡ sau đó 2 năm. Sau lần đổ vỡ này, ông ít tham gia các sự kiện, sống khép kín, lặng lẽ. Tháng 10 năm 2012, ông bị phát hiện mắc bệnh ung thư gan giai đoạn muộn. Ngày 7 tháng 11 cùng năm, ông được gia đình đưa qua Mỹ chữa trị. Thời gian này ông sa sút rất nhanh, cân nặng chỉ còn 20 ký, sức khỏe yếu và thường hôn mê sâu. Đến 11 giờ 39 phút giờ địa phương (19:39 GMT) ngày 19 tháng 12 năm 2012, ông qua đời.
Trước khi ông qua đời ít lâu, ngày 2 tháng 12 năm 2012, một số bạn hữu của Duy Quang đã thực hiện đêm nhạc "Đêm Hội Ngộ Duy Quang" tại California, thể hiện tinh thần "một con ngựa đau, cả tàu bỏ cỏ", với sự tham gia của Elvis Phương, Kiều Nga, Hương Lan, Công Thành & Lynn, Phi Khanh, Thái Châu, Tuấn Ngọc, Don Hồ,...

## Giọng hát
Giọng Duy Quang không vang lộng, không ấm hơn những giọng ấm áp khác, cũng không có chút "tạo dáng" hay phô diễn kỹ thuật nào trong cách trình diễn; thế nhưng, chính cái vẻ tự nhiên và "thật thà thua thiệt" ấy, chính cái chất giọng thoải mái, hiền lành như là tiếng hát trong sân trường ấy lại thích hợp với những bài tình ca học trò, dễ tạo được cảm giác gần gũi và làm "mềm" những trái tim.

## Đời tư
Duy Quang có một sự nghiệp thuận lợi với sự dẫn dắt của người cha là nhạc sĩ Phạm Duy. Ở ngoài đời, ông được các đồng nghiệp đánh giá là dễ mến và hài hước, nhưng về chuyện tình duyên, ông không được hạnh phúc. Tình yêu đầu đời và được biết đến nhiều nhất của ông là với ca sĩ Julie Quang, từng cùng ông là một cặp tình nhân lý tưởng trên sân khấu từ trước 1975. Thời kỳ ở Mỹ, hai người đã trở thành vợ chồng tuy không hôn thú, có với nhau một người con gái (Phạm Lylan). Tuy nhiên cặp đôi sớm đến hồi chia cắt, theo Duy Quang thì do khi đó ông còn quá trẻ, chẳng có kinh nghiệm trong đời. Hai năm sau khi chia tay Julie, ông có cuộc hôn nhân chính thức với hoa khôi Mỹ Hà từ năm 1984 đến 2002, cuộc hôn nhân kéo dài 18 năm và có hai người con gái. Theo lời ông kể, bà Mỹ Hà là người mê cờ bạc, khiến ông phải cầm cố gia sản nhiều lần để trả nợ, cuối cùng, "lấy nhau không phải vì tiền mà lại xa nhau vì đồng tiền đỏ đen". Cuộc hôn nhân thứ ba và cuối cùng của ông với ca sĩ Yến Xuân, vào năm 57 tuổi, năm 2007, thì chỉ kéo dài được 2 năm.
Duy Quang có 3 người con gái: Phạm Ly Lan (với Julie), Phạm Mỹ An và Phạm Mỹ Kim (với Mỹ Hà)

## Sáng tác

### Riêng
- Bài Thơ Vu Quy (phổ thơ Tuệ Mai, 1970)
- Chào Bạn Âu Sầu (1982)
- Chiếc Áo Quê Hương (Phạm Duy & Duy Quang, 1983)
- Đất Mới (1981)
- Em Thuộc Về Anh (1983)
- Hát Cho Quyền Làm Người (1981)
- Hát Cho Tổ Quốc Việt Nam (1981)
- Khi Em Về (1981)
- Kiếp Đam Mê (thơ Huyền Công, 1982)[13]
- Nắng Quê Mẹ (1982)
- Ngày Em Đi (1982)
- Ngày Như Đêm (1982)
- Ngày Vui Của Em (1983)
- Người Em Nhỏ
- Quê Hương Mời Gọi (Phạm Duy & Duy Quang, 1981)
- Tình Em
- Tình Yêu Hôm Nay (1983)
- Vì Yêu Em (1985)

### Viết lời Việt
- Biển Trời Tình Yêu (La Isla Bonita)
- Chàng Kiêu Kỳ
- Chẳng Còn Như Xưa
- Cô Gái Ma Quái (Black Magic Woman)
- Em Đợi Chờ Anh
- Em Là Tất Cả
- Hãy Buông Tha Tôi
- Không Bao Giờ Nói Xa Nhau (Never Say Goodbye)
- Lời Anh Hứa (Can't Wait)
- Mãi Mãi Yêu Em
- Nàng (Elle)
- Ngày Hôm Nao (Yesterday Once More)
- Người Hay Chăng (Don't You Know)
- Người Tình Trong Mơ (Fantasy Boy)
- Người Trong Mơ (Pretty Young Girl)
- Niềm Thương Nhớ (Nostalgie)
- Nụ Cười Trong Bóng Mơ  (The Shadow of Your Smile)
- Quên
- She's Not There
- Stars On Magic
- Tình Em Trao Anh
- Xin Anh Hãy Quên (viết chung với Tommy Ngô)
- Xin Cho Tôi Thiên Thần (Send Me An Angel)

## Album

### Dream Musical Productions
- 1988: Dream Studio 1 - Mộng Du - Dreamers 1
- 1988: Dream Studio 2 - Làm Sao Mà Quên Được (Duy Quang 1)
- 1989: Dream Studio 06 - Nửa Đoạn Tình Buồn (Duy Quang 2)
- 1989: Dream Studio 10 - Oh! Mê Ly - Dreamers 2
- 1989: Dream Studio 11 - Thà Như Giọt Mưa (Duy Quang 3)
- 1989: Dream Studio 12 - Tình Phai. với Ngọc Lan
- 1989: Dream Studio 14 - Nga. với Kiều Nga
- 1989: Dream Studio 15 - Lời Thì Thầm. với Ngọc Lan, Kiều Nga
- 1989: Dream Studio 18 - Nụ Hôn Tình Sầu (Duy Quang 4)
- 1990: Dream Studio 21 - Con Đường Tình Ta Đi. với Thái Hiền
- 1990: Dream Studio 22 - Liên Khúc Hẹn Em Bốn Mùa
- 1991: Dream Studio 23 - Nhạc Yêu Cầu (Duy Quang 5)
- 1991: Dream Studio 24 - Tình Phai 2. với Ngọc Lan
- 1991: Dream Studio 25 - Xin Một Ngày Mai Có Nhau. với Phượng Thúy, Như Mai, Tuấn Ngọc
- 1992: Dream Studio 30 - Đợi Chờ (Duy Quang 6)
- 1993: Dream Studio 32 - Hãy Yêu Chàng. với Elvis Phương, Tuấn Ngọc
- 1993: Dream Studio 33 - Hai Phương Trời Xa. với Hương Lan
- 1993: Dream Studio 35 - Mộng Nhỏ Ngày Xưa. với Phượng Mai
- 1993: Dream Studio 36 - Tình Thời Chinh Chiến
- 1993: Dream Studio 37 - Chỉ Còn Trái Tim. với Hương Lan, Thái Châu
- 1993: Dream Studio 38: Chàng Là Ai. với Thái Hiền
- 1994: Dream Studio 39: Nắng Quê Mẹ. với Duy Khánh, Hương Lan, Sơn Ca
- 1994: Dream Studio 40 - Tình Yêu Là Chiếc Bóng. với Thái Hiền, Tuấn Ngọc
- 1994: Dream Studio 41 - Tình Đẹp Như Mơ (Duy Quang 7)
- 1994: Dream Studio 43 - Thu Đi Vào Nhớ. với Phựong Mai, Thái Châu

### Trung tâm khác
- 1979: Phượng Nga 3
- 1980: Phạm Duy 3 - Hát Trên Đường Tị Nạn
- 1980: Phạm Duy - Ngục Ca
- 1981: Châu Đình An - Như Những Lời Ca Thép
- 1981: Quê Mẹ Ca 1 - Mây Trôi Trôi Hết Một Đời. với Julie
- 1981: Tiếng Hát Duy Quang (collection thâu trước 1975)
- 1982: Shotguns 64 - Về Đây Nghe Em
- 1983: Bích Liên - Khi Em Nhìn Anh. với Hương Lan
- 1983: Bích Liên - Em Yêu Dấu
- 1983: Màu Kỷ Niệm
- 1984: Thanh Lan 14 - Mắt Lệ Người Tình. với Kim Anh
- 1984: Tú Phương 6 - Tứ Quý Tứ Ca [14]
- 1985: Phạm Duy - Lá Diêu Bông. với Thái Hiền [15]
- 1985: Quê Mẹ 3 - Tình Anh Lính Chiến
- 1985: Tú Phương 8 - Ngậm Ngùi. nhạc Phạm Duy [16]
- 1986: Thúy Nga 12 - Định Mệnh. với Phượng Mai, Elvis Phương
- 1986: Tú Phương 9 - Thương Tình Ca
- 1987: Giáng Ngọc 31- Tứ Quý. với Hưong Lan, Ngọc Lan, Tuấn Vũ
- 1987: Thúy Nga 14 - Ai Buồn Hơn Ai (Làng Văn 40) với Kim Anh [17]
- 1988: Dạ Lan 48 - Je T'aime. với Billy Shane
- 1988: Hà Nguyễn - Đôi Ta Mất Hết Chỉ Còn Nhau. với Thái Hiền
- 1988: Kim Ngân 17 - Biển Mộng. với Ngọc Lan [18]
- 1988: Làng Văn 52 - 10 Năm Tình Cũ. với Kiều Nga [19]
- 1988: Làng Văn 72 - Bên Kia Sông
- 1988: Rong Ca - Người Tình Già Trên Đầu Non. với Thái Hiền [20]
- 1988: Thanh Lan 111 - Lãng Tử (Tứ quý)
- 1989: Asia 50 - Asia Collection 1. với Billy Shane
- 1989: Làng Văn 106 - Chân Trời Tím. với Sĩ Phú, Elvis Phương
- 1989: Thúy Anh 40 - Tuổi Thần Tiên. với Ngọc Lan
- 1990: Phượng Hoàng 22 - Đôi Ngã Chia Ly. với Hưong Lan, Phương Mai, Hoàng Liêm
- 1991: Phượng Hoàng 27 - Nỗi Buồn Sa Mạc. với Thanh Phong, Huơng Lan, Phựong Mai
- 1993: Paris By Night 19 - Tác Phẩm Và Con Người Phạm Duy [21][22]
- 1994: Phạm Duy Cường 9 - Trường Ca Hàn Mặc Tử [23] [24]
- 1995: Paris By Night 30 - Phạm Duy 2 - Người Tình [25]
- 1997: Phạm Duy - Minh họa Kiều 1 [26]
- 1998: Thái Hiền 3 - Tình Vẫn Rong Chơi. với Thái Hiền [27]
- 1998: Kim Lợi - Một Thời Để Nhớ (Duy Quang 8)
- 1999: Kim Lợi - Tình Ta Ngày Đó. Thanh Lam
- 2002: Duy Quang 9 - Mối Tình Trương Chi
- 2002: Phạm Duy - Minh họa Kiều 2 [28]
- 2004: Phạm Duy - Hương Ca 2000 [29]
- 2004: Phạm Duy - Minh họa Kiều 3 [30]
- 2005: Những Bài Tình

## Các tiết mục trình diễn trên sân khấu

### Trung tâm Thúy Nga
| STT | Tiết mục | Thể hiện với | Chương trình               | Năm  |
| --- | --- | --- | -------------------------- | ---- |
| 1   | Người Ở Lại Charlie (Trần Thiện Thanh) | Phương Hồng Ngọc | Giọt Nước Mắt Cho Việt Nam | 1987 |
| 2   | Định Mệnh (Song Ngọc) | Phượng Mai | Paris By Night 4           | 1987 |
| 3   | Tình Hoài Hương (Phạm Duy) | Họa Mi | Nước Non Ngàn Dăm Ra Đi    | 1987 |
| 4   | Chiều Tây Đô (Lam Phương) | Phượng Mai | Mùa Xuân Nào Ta Về         | 1992 |
| 5   | Tóc Mai Sợi Vắn Sợi Dài (Phạm Duy) | Ái Vân | Paris By Night 18          | 1992 |
| 6   | LK Chuyện Tình Buồn, Ngàn Năm Vẫn Không Quên (Phạm Duy) | solo | Paris By Night 19          | 1993 |
| 7   | LK Trả Lại Em Yêu, Con Đường Tình Ta Đi (Phạm Duy) | Ái Vân | Paris By Night 19          | 1993 |
| 8   | LK Hát Cho Ngày Hôm Qua | Elvis Phương, Tuấn Ngọc, Anh Khoa | Paris By Night 20          | 1993 |
| 9   | Bản Tình Ca Cho Em (Ngô Thụy Miên) | solo | Paris By Night 21          | 1993 |
| 10  | Tình Nghĩa Đôi Ta Chỉ Thế Thôi (Lam Phương) | Phi Khanh | Paris By Night 22          | 1993 |
| 11  | LK Không: Vết Thù Trên Lưng Ngựa Hoang (Phạm Duy, Ngọc Chánh), Giết Người Trong Mộng (Phạm Duy), Không (Nguyễn Ánh 9), Yêu Em Vào Cõi Chết (Phạm Duy, Nguyễn Long)             | Thái Châu, Elvis Phương | Paris By Night 24          | 1993 |
| 12  | Ô Mê Ly (Văn Phụng) | Ái Vân, Phi Khanh, Ngọc Trọng, Elvis Phương, Chí Tài Brothers                                                                         | Paris By Night 24          | 1993 |
| 13  | Đốt Lá Trên Sân (Phạm Duy) | Thái Hiền | Paris By Night 25          | 1994 |
| 14  | LK Chiều Mưa Biên Giới | Phương Hồng Quế | Paris By Night 25          | 1994 |
| 15  | Đàn Bà (Song Ngọc) | Elvis Phương | Paris By Night 26          | 1994 |
| 16  | Mưa Trên Phím Ngà (Văn Phụng) | solo | Paris By Night 27          | 1994 |
| 17  | Tiếng Hát Với Cung Đàn (Văn Phụng) | Ái Vân, Phi Khanh, Elvis Phương | Paris By Night 27          | 1994 |
| 18  | Vó Câu Muôn Dặm (Văn Phụng) | Nguyễn Hưng, Anh Khoa, Ngọc Trọng, Chí Tài, Chí Thiện, Nhất Lý                                                                        | Paris By Night 27          | 1994 |
| 19  | LK Những Gì Cho Em, Chờ (Lam Phương) | Anh Khoa | Paris By Night 28          | 1994 |
| 20  | LK Thà Như Giọt Mưa, Em Hiền Như Ma Soeur, Hai Năm Tình Lận Đận (Phạm Duy, Nguyễn Tất Nhiên)                                                                                   | Thái Châu | Paris By Night 29          | 1994 |
| 21  | Chiến Sĩ Vô Danh (Phạm Duy) | Elvis Phương, Tuấn Ngọc | Paris By Night 30          | 1995 |
| 22  | Tình Cầm (Phạm Duy) | solo | Paris By Night 30          | 1995 |
| 23  | LK Viễn Du, Mẹ Trùng Dương (Phạm Duy) | Thái Hiền, Thái Thảo, Thiên Phượng | Paris By Night 30          | 1995 |
| 24  | Mộng Sầu (Trầm Tử Thiêng) | Dalena | Paris By Night 31          | 1995 |
| 25  | Tôi Với Trời Bơ Vơ (Tùng Giang) | solo | Paris By Night 32          | 1995 |
| 26  | Tiếng Mưa Đêm (Đức Huy) | solo | Paris By Night 33          | 1995 |
| 27  | Và Con Tim Đã Vui Trở Lại (Đức Huy) | Đức Huy, Thảo My, Khánh Hà, Nguyễn Hưng, Ngọc Lan, Don Hồ, Phi Phi, Henry Chúc, Ái Vân, Dalena, Thanh Hà, Hương Lan, Thế Sơn, Bảo Hân | Paris By Night 33          | 1995 |
| 28  | Xóm Đêm (Phạm Đình Chương) | Thế Sơn, Nguyễn Hưng | Paris By Night 35          | 1996 |
| 29  | Yesterday (LV: Lê Hựu Hà, Nguyễn Trung Cang) | Thái Hiền, Thái Thảo, Tuấn Ngọc | Paris By Night 46          | 1998 |
| 30  | Một Chiều Đông (Tuấn Khanh) | solo | Paris By Night 64          | 2002 |
| 31  | Lời Đắng Cho Một Cuộc Tình (Nhật Ngân) | solo | Paris By Night 66          | 2002 |
| 32  | LK Ngô Thụy Miên | Khánh Ly, Khánh Hà, Tuấn Ngọc | Paris By Night 66          | 2002 |
| 33  | LK Lời Yêu Thương: Kiếp Đam Mê (Duy Quang), Để Quên Con Tim (Đức Huy), Tình Tự Mùa Xuân (Từ Công Phụng), Yêu Em Vào Cõi Chết (Phạm Duy, Nguyễn Long), Lời Yêu Thương (Đức Huy) | Tuấn Ngọc, Thái Châu, Đức Huy | Paris By Night 94          | 2008 |
| 34  | Giọt Lệ Cho Ngàn Sau (Từ Công Phụng) | Phi Khanh | Paris By Night 100         | 2010 |
| 35  | LK Thà Như Giọt Mưa, Em Hiền Như Ma Soeur, Hai Năm Tình Lận Đận (Phạm Duy, Nguyễn Tất Nhiên)                                                                                   | Thái Châu, Thế Sơn (dùng lại hình ảnh và giọng hát của Duy Quang)                                                                     | Paris By Night 109         | 2013 |

### Trung tâm Asia
| STT | Tiết mục | Thể hiện với          | Chương trình | Năm  |
| --- | --- | --------------------- | ------------ | ---- |
| 1   | Tombe La Neige – Tuyết Rơi (LV: Hùng Lân) | Billy Shane           | ASIA 2       | 1993 |
| 2   | Áo dài Quê Hương (Anh Bằng) | solo                  | ASIA 4       | 1994 |
| 3   | LK Mùa Đông Của Anh (Trần Thiện Thanh), Trên Đỉnh Mùa Đông (Trần Thiện Thanh), Đêm Đông (Nguyễn Văn Thương), Tình Chết Theo Mùa Đông (Lam Phương)                             | Tuấn Ngọc, Trung Hành | ASIA 6       | 1994 |
| 4   | Chỉ Chừng Đó Thôi (Phạm Duy) | solo                  | ASIA 7       | 1995 |
| 5   | Kiếp Đam Mê (Duy Quang) | solo                  | ASIA 9       | 1995 |
| 6   | Đưa Em Tìm Động Hoa Vàng (Phạm Duy) | solo                  | ASIA 13      | 1996 |
| 7   | Người Ở Lại Charlie (Trần Thiện Thanh) | Thanh Lan             | ASIA 21      | 1998 |
| 8   | Ngậm Ngùi (Phạm Duy) | solo                  | ASIA 27      | 1999 |
| 9   | LK Hòn Vọng Phu 1, 2, 3 (Lê Thương) | Hoàng Oanh, Thanh Lan | ASIA 34      | 2001 |
| 10  | LK Em Hiền Như Ma Souer (Phạm Duy, Nguyễn Tất Nhiên), Em Đâu Hiểu Gì (LV: Thanh Lan), Tình khúc Buồn (Ngô Thụy Miên), Bang Bang (LV: Phạm Duy), Mùa Hè Vô Tận (LV: Thanh Lan) | Thanh Lan             | ASIA 37      | 2002 |

### Trung tâm Mây
| STT | Tiết mục            | Thể hiện với | Chương trình       | Năm  |
| --- | ------------------- | ------------ | ------------------ | ---- |
| 1   | Cõi Buồn (Anh Bằng) | solo         | Hollywood Night 16 | 1997 |